# Роман о Фивах
«Роман о Фивах» — анонимный рыцарский роман середины XII века, восходящий к хорошо известной в Средние века латинской поэме Стация «Фиваида».
В структуре и замысле книги слышны отзвуки крестового похода, который у всех ещё был в памяти. Поэтому поход «семерых» против Фив в известной мере воспринимается (и изображается в романе) как экспедиция крестоносных отрядов. Фивы оказываются каким-то инфернальным городом, а его обитатели — завзятыми язычниками. Впрочем, это не делает из жителей Аргоса последовательных христиан. По форме (встречающееся сбивание на лессы, ввод героя с обязательным изложением его происхождения, родства и т. д., доминирующее место описаний) эта книга отражает живучесть традиций жесты.
Однако опыт «Романа об Александре» и «Романа о Бруте» не прошёл для создателя книги даром. В романе большое место занимают описания празднеств и турниров, а также любовных взаимоотношений героев, особенно двух пар — Партенопея и Антигоны, Атиса и Исмены. Но любовная интрига не является в романе двигателем сюжета. Кроме того, любовь изображается здесь как внезапно нахлынувшее чувство, оно не знает сомнений и колебаний, оно всегда взаимно и поражает обоих влюбленных сразу. Их диалоги лишены динамизма и скорее напоминают монологи, никак не продвигающие действие вперёд. Мотив совершения подвига во имя дамы здесь ещё недостаточно выявлен.
Как и другие романы 50-х годов[уточнить], «Роман о Фивах» — произведение переходное, вернее, подготавливающее следующий этап развития романа. Оно очень типично как попытка приспособить античный сюжет для нужд своего времени, перелицевать его в духе идеологических представлений эпохи. Феодальная терминология встречается в «Романе о Фивах» на каждом шагу. Она проявляется не только в описании осад и поединков, особенностей замкового быта или деталей вооружения. Сознание героев — это сознание феодальное. Оно пронизано представлениями о вассальном долге, правах сюзерена и т. д. Нельзя также не отметить стремления вычленить из общего контекста повествования в известной мере дискретные любовные интриги, что явилось весьма продуктивным новшеством.